# 미국 국무부 정보조사국

미국 국무부 정보조사국(美國國務部情報調查局, INR : Bureau of Intelligence and Research)은 미국 국무부에 소속된 해외정보기관이다. 영국 외무부에는 MI6가 있고, 미국 국무부에는 INR이 있다. 국무부 정보조사국(INR) 담당 차관보가 수장이다.

## 미국내 위치
INR이 미국내에서 어떤 위치에 있는지는, 2010년 2월 2일 미국 상원 청문회에서 알 수 있다. 민주당 다이앤 파인스타인 상원 정보위원장은 DNI CIA DIA FBI 국장과 국무부 정보담당 차관보 대행 등 5명에게 "앞으로 3~6개월 사이에 미국 본토에 대해 다른 테러리스트의 공격 감행 가능성을 어떻게 생각하나요. 높습니까, 낮습니까" 하면서 예 아니오 답변을 요구하고 있다.